# Авл Триарий Руфин
Авл Триа́рий Руфи́н (лат. Aulus Triarius Rufinus; умер после 210 года) — римский государственный и политический деятель, ординарный консул 210 года.

## Биография
Предположительно, отцом Авла Триария был ординарный консул 185 года Триарий Матерн Ласцивий.
О самом Руфине известно лишь то, что в 210 году он занимал должность ординарного консула с Манием Ацилием Фаустином. Возможно, его следует идентифицировать с легатом-пропретором Верхней Британии Руфином, который упоминается в надписи, датируемой 20-ми годами III века.